# Wiesław Protschke
Wiesław Protschke, ps. „Wiesław” (ur. 1913 we Lwowie, zm. w styczniu 1945) – syn architekta.

## Życiorys
Ukończył studia na wydziale prawa Uniwersytetu Jana Kazimierza. W czasach studenckich związany z pismem „Sygnały”. W latach 1935–1939 aktywista Związku Polskiej Młodzieży Demokratycznej (ZPMD), działacz Robotniczego Instytutu Oświaty i Kultury im. S. Żeromskiego (RIOK). Propagator idei Edwarda Abramowskiego w dziedzinie spółdzielczości. Przed wojną członek Związku Związków Zawodowych (ZZZ) we Lwowie. Należał, obok Tomasza Pilarskiego i Władysława Głuchowskiego, do kierowniczej trójki w grupie anarchosyndykalistów w ramach ZZZ.
Przed wojną w redakcji pism: „Front Robotniczy” (pismo ZZZ), „Głos Pracownika Umysłowego” (pismo ZZZ Warszawa – Katowice w l. 1934–1937), i „Przebudowa” (pismo ZPMD).
W październiku 1939 wraz z Bolesławem Steinem we Lwowie był jednym z założycieli konspiracyjnej organizacji antysowieckiej o nazwie Rewolucyjny Związek Niepodległości i Wolności. Współtworzyli go syndykaliści, socjaliści oraz ludowcy. Organizacja została rozbita w styczniu 1940. Od roku 1940 przewodniczący Komitetu Centralnego Syndykalistycznej Organizacji „Wolność” (SOWa). W czasie wojny pracował w spółdzielni wydawniczej „Czytelnik” w Krakowie. Wspólnie z Tomaszem Pilarskim w początkach 1944 reprezentował SOW-ę podczas opracowywania platformy programowej Centralnego Komitetu Ludowego (CKL). Protschke został oficerem politycznym AK w wyniku scalenia pionu wojskowego SOW-y z Armią Krajową. Aresztowany podczas powstania warszawskiego we wrześniu 1944 roku na Powiślu i wywieziony do obozu koncentracyjnego Auschwitz, następnie przeniesiony do obozu w Mauthausen, gdzie został zamordowany w styczniu 1945.